# Alfonso Vallejo
 (décembre 2021).
Pour les articles homonymes, voir Vallejo.
Œuvres principales
- Ácido sulfúrico (1975)
- El desgüace (1974)
- A tumba abierta (1976)
- El cero transparente (1977)

Alfonso Vallejo, né le 19 août 1943 à Santander en Espagne, et mort le 3 décembre 2021 à Madrid, est un dramaturge espagnol, poète, peintre et neurologue.
Il a publié trente-trois pièces de théâtre et vingt livres de poésie. Vallejo a reçu le Prix Lope de Vega en 1976 pour sa pièce El desgüace, le second prix en 1975 pour Ácido sulfúrico. En 1978, il a reçu le Prix Internacional Tirso de Molina pour son travail A tumba abierta. L'Académie royale d'Espagne (Real Academia Española), en 1981, a décerné à Vallejo le prix Fastenrath de la Real Academia pour El cero transparente.
Ses pièces ont été produites dans de nombreuses villes en Europe, aux États-Unis et en Amérique du Sud. Ses œuvres ont également été traduites en français, anglais, allemand, arabe, italien, portugais et bulgare.
Alfonso Vallejo est professeur de pathologie médicale. Il exerce ses activités à l'hôpital Doce de Octubre, l'un des plus importants de Madrid. Il est docteur en médecine à l'université complutense de Madrid en 1966 et a continué sa formation professionnelle en Espagne, au Royaume-Uni, en Allemagne, en France et au Danemark.

## Biographie
Alfonso Vallejo est né à Santander (Cantabrie) en Espagne, en 1943. Entre 1950 et 1961, il étudie à la fois le baccalauréat français et l'espagnol au Lycée français de Madrid.
Après avoir entendu un enseignant, M. Bihoreau, lire en classe l’Invitation au voyage de Baudelaire, Alfonso Vallejo a compris que, dans l'art, on peut trouver tout ce qui manque dans la vie. À partir de ce moment, sa vie a pris une nouvelle signification : écrire et créer.
En 1958, Alfonso Vallejo passe l'été à Ushaw Moor (Durham, Royaume-Uni), en 1962 à Darlington (Royaume-Uni) et en 1963 à Londres. Il a également passé un certain temps de sa vie en France, en Allemagne, en Grande-Bretagne et en Italie et peut lire et écrire la langue de ces pays. Alfonso Vallejo a également travaillé dans différents hôpitaux en France, en Grande-Bretagne, en Allemagne, en Belgique et au Danemark.
Entre 1961 et 1966, Alfonso Vallejo a étudié et obtenu son diplôme de médecine à l'Universidad Complutense de Madrid. En 1968, il a siégé pour la ECFMG pour travailler aux États-Unis. En 1970, il a terminé sa spécialisation en neurologie, et en 1977 il a présenté sa thèse de doctorat en médecine à l'Universidad Autónoma de Madrid.

### Médecine
Alfonso Vallejo a été (1971-1973) un assistant professeur de neurologie du Dr Portera à l'Hôpital Clinico, Madrid. En 1973, il a été nommé à la tête de neurologie clinique (neurologie, Dr Portera), un chef de file à l'hôpital à Madrid.
Entre 1975 et 1985, Alfonso Vallejo est professeur associé de neurologie à l'Université complutense de Madrid. Grâce à un examen public en 1985, Alfonso Vallejo a obtenu le titre de professeur de pathologie médicale. Il continue d'occuper ces postes au même hôpital.
Au cours de ses séjours à l'étranger, de 1966 à 1977, Alfonso Vallejo a travaillé avec un certain nombre de spécialistes de renom à Heidelberg, Londres, Anvers, Copenhague, Berlin et Paris.

### Carrière artistique
Alfonso Vallejo a commencé à écrire des poèmes et des pièces de théâtre en 1957. Sa première pièce était Cycle (1961) qu'il a mise en scène en 1963 avec des acteurs français à l'Institut français de Madrid.
Directeur du Théâtre universitaire, à la Faculté de médecine, Universidad Complutense de Madrid, entre 1962 et 1964.
Parmi ses pièces écrites entre 1961 et 1973, citons La sal de la tierra, El Bernardo, La Mentala, El Rodrigüello, Morituri, Los toros de Guisando, El Tiznao, El desterrado. En français : Passion-temps (1974), Syndrome de nuit (1980), Angustias (1981), Mamuts (1982).
Il est l'auteur de deux romans non publiés et quelques courts romans.

## Reconnaissance internationale
Certaines œuvres d'Alfonso Vallejo ont été traduites en anglais, français, allemand, arabe, italien, portugais, polonais, bulgare et continuent d'être traduites. Il a reçu le deuxième prix Lope de Vega en 1975 pour sa pièce Acido sulfúrico, le prix Lope de Vega 1976 pour sa pièce El Desgüace. Il obtient le prix international Tirso de Molina en 1978 pour A tumba abierta et la Fastenrath de la Real Academia Española pour El cero transparente, qui est le livret de l'opéra Kiu (1973) de Luis de Pablo. Ses pièces ont été jouées à New York, Miami, au Mexique et dans d'autres pays d'Amérique du Sud, au Portugal, au Royaume-Uni, en France, en Allemagne, en Italie, en Pologne, etc.

## Œuvres

### Pièces de théâtre
Vallejo est l'auteur d'environ cinquante pièces. Quelques-unes des plus remarquables sont :
- Fly-By (1973)
- Passion-time (1974)
- El desguace (1974)
- Psss (1974)
- Ácido sulfúrico (1975)
- Latidos (1975)
- A tumba abierta (1976)
- Monólogo para seis voces sin sonido (1976)
- El cero transparente (1977, Fastenraht Premio de la Real Academia, 1980, et qui a constitué le livret de l'opéra Kiu, 1983, de Luis de Pablo)
- Eclipse (1977)
- Infratonos (1978)
- La espalda del círculo (1978)
- Cangrejos de pared (1979)
- Syndrome de nuit (1980)
- Angustias (1981)
- Hölderlin (1981)
- Orquídeas y panteras (1982)
- Mamuts (1982)
- Gaviotas subterráneas (1983)
- Ulcerado Sol (1983)
- Monkeys (1984)
- Week-end (1985)
- Espacio intérieur (1986)
- Tuatú (1989)
- Tobi-après (1991)
- Crujidos (1995)
- Kora (1996)
- Jindama (1998)
- Ébola Nerón (1999)
- Panic (2001)
- Greta en la confesión (2001)
- La inmolación, monólogo corto (2002)
- Hiroshima-Sévilla (2002)
- Jasmín, monólogo corto (2003)
- ¿Coupable? (2003)
- Soraya, monólogo corto (2004)
- Katacumbia (2004)
- Irstel, monólogo corto (2005)
- Una nueva mujer (2006)
- El escuchador de hielo (2006)

### Poésie
- El lugar de la tierra fría. Ed. Ágora, 1969.
- Moléculas. Ed. Castilla, 1976.
- Fuego lunario. Ed. Ayuso. Colección Endymion, 1988.
- Más. Ediciones Endymion, 1990.
- Carne interior. Ediciones Libertarias, 1994.
- Matérica Luz. Ed. Libertarias/Prodhufi, 1994.
- Claridad en acción. Ed. Huerga y Fierro, 1995. Prólogo: Francisco Nieva.
- Sol Azul. Ed. Huerga y Fierro, 1997. Prólogo: Carlos Bousoño.
- Fin de siglo y cunde el miedo. Ed. Alhulia, 1999. Prólogo: Óscar Barrero Pérez.
- Eternamente a cada instante. Ed. Huerga y Fierro, 2000. Prólogo: Francisco Gutiérrez Carbajo.
- Blanca oscuridad. Ed. Huerga y Fierro. Madrid, 2001. Prólogo: Francisco Gutiérrez Carbajo.
- Plutónico Ser. Ed. Huerga y Fierro, 2002. Prólogo: Francisco Gutiérrez Carbajo.
- Brujulario Astral. Ed. Huerga y Fierro, 2003. Prólogo: Francisco Gutiérrez Carbajo.
- (it) Labirinto-Indagine 40 (en I Quaderni Di Abanico). Traducción de Emilio Coco. Antología de poesía traducida al italiano con selección de los últimos catorce libros. 2003. Prólogo: Francisco Gutiérrez  Carbajo
- Transconciencia y deseo. Ed. Huerga y Fierro, 2004. Edición y Prólogo: Francisco Gutiérrez Carbajo.
- Esencia y prerrealidad. Ed. Huerga y Fierro, 2005. Edición y prólogo: Francisco Gutiérrez Carbajo.
- Intuinstinto y verdad. Ed. Huerga y Fierro, 2006. Edición y prólogo: Francisco Gutiérrez Carbajo.
- Fantasía y sinrazón. Ed. Huerga y Fierro, 2007. Edición y prólogo: Francisco Gutiérrez Carbajo.
- Intramundo, quimera y pasión. Ed. Huerga y Fierro,2008. Edición y prólogo: Francisco Gutiérrez Carbajo.
- Enigma y develación. Ed. Huerga y Fierro, (en prensa). Edición y prólogo: Francisco Gutiérres Carbajo.
- Libro de referencia: La poesía de Alfonso Vallejo. Desgarro, esencia y pasión. (Estudio crítico y antología). Ed. Huerga y Fierro. Madrid, 2005. Autor: Francisco Gutierrez Carbajo.
- Después, Ed. et prol. Francisco Gutiérrez Carbajo, 2020.

### Peinture - Expositions d'art individuelles
- Madrid (1983, 1988, 1992, 1997)
- Saragosse (1991)
- Aranjuez (2004, 2005)
- Alcorcón (2007)
- Madrid[5] (2008)]
- Cuenca[6] (juillet-août 2008)
- Cuenca[7] (2009)

## Prix
- Second prix Premio Lope de Vega 1975 pour Ácido Sulfúrico (1975)
- Prix Lope de Vega 1976 pour El desguace, (1974)
- Premio Internacional Tirso de Molina 1978 pour A Tumba Abierta (1976)
- Fastenrath Premio de la Real Academia, 1981 pour El Cero transparente (1977)

## Critiques et commentaires
Francisco Gutiérrez Carbajo, professeur de littérature à l'Université UNED, en Espagne, a été un commentateur prolifique et critique des œuvres d'Alfonso Vallejo. Il a notamment publié une étude critique et une anthologie de la poésie de Vallejo : La Poesía de Alfonso Vallejo: desgarro, esencia y pasión [La Poésie d'Alfonso Vallejo: développement, essence et passion] (Huerga y Fierro, 2005, Madrid).